# كيوسوغيغا
كيوسوغيغا (باليابانية: 京騒戯画، بالروماجي: Kyōsōgiga) هي أونا من تأليف إيزومي تودو ومن إخراج ري ماتسوموتو ومن إنتاج توي أنيميشن، صدرت في 6 ديسمبر عام 2011. وصدرت أونا أخرى من خمسة حلقات في 31 اغسطس عام 2012 حتى 22 ديسمبر عام 2012. وتم إنتاج أنمي تلفزيوني من قبل توي أنيميشن عرض في 2 أكتوبر عام 2013 واستمر عرضه حتى 25 ديسمبر عام 2013، وتكون من 10 + حلقات 3 أكسترا.

## القصة
تدور أحداث القصة عن ميو هو راهب ورئيس كهنة، منذ فترة طويلة كانت لديه قدرة على جعل أي شيء يرسمه ينبض بالحياة. وقد أخافت هذه القدرة القرويين في مدينته، وجعلته منبوذا. وفي منزله الجبلي، رسم مجموعة متنوعة من الأشياء من ضمنها مدينة تسمى كيوتو "عاصمة المرآة".

## الشخصيات
كوتو (باليابانية: コト، بالروماجي: Koto)
أداء صوتي: ريي كوغيميا
أي / آن (باليابانية: 阿، بالروماجي: a) / (باليابانية: 吽، بالروماجي: Un)
أداء صوتي: نوريكو هيداكا )أي)، ريوكو شيرايشي (آن)
ميوي /ياكوشيمارو (باليابانية: 明恵، بالروماجي: Myōe) / (باليابانية: 薬師丸، بالروماجي: Yakushimaru)
أداء صوتي: كينيتشي سوزومورا، تشيوا سايتو (أيام الطفولة)
ياسي (باليابانية: 八瀬، بالروماجي: Yase)
أداء صوتي: إيري كيتامورا
كوراما (باليابانية: 鞍馬، بالروماجي: Kurama)
أداء صوتي: شيغيرو ناكاهارا، ريوكو شيرايشي (أيام الشباب)
بروفيسور شوكو (باليابانية: ショーコ博士، بالروماجي: Shōko Hakase)
أداء صوتي: تشيوا سايتو
فوشيمي (باليابانية: 伏見، بالروماجي: Fushimi)
أداء صوتي: إيجي تاكيموتو
ميوي / إيناري(باليابانية: 明恵، بالروماجي: Myōe) / (باليابانية: 稲荷، بالروماجي: Inari)
أداء صوتي: أكيرا إيشيدا
السيدة كوتو (باليابانية: 古都، بالروماجي: Koto)
أداء صوتي: أيا هيساكاوا

## وصلات خارجية
- Official original net animation website على موقع واي باك مشين (نسخة محفوظة May 2, 2013) باللغة اليابانية
- موقع الأنمي الرسمي باللغة اليابانية
- كيوسوغيغا على موقع IMDb (الإنجليزية)
- كيوسوغيغا على موقع قاعدة بيانات الفيلم (الإنجليزية)
- كيوسوغيغا على موقع ANN anime (الإنجليزية)